# Уодделл, Джон
Джон Уодделл (англ. John Waddell) — ирландский археолог, профессор в отставке. Работал в Университете Глазго, позднее в Историческом музее Ирландии, в 1998—2009 — профессор археологии в отделении Национального университета Ирландии в Голуэе, академик Королевской академии Ирландии. Исследования связаны с доисторической археологией Ирландии, связями Ирландии с континентальной Европой, докельтским населением Европы. Важным трудом Уодделла является книга «Доисторическая археология Ирландии» (The Prehistoric Archaeology of Ireland, 2000).